# The Garden's Tale
"The Garden’s Tale" er den fjerde single fra det danske heavy metalband Volbeat med Johan Olsen fra Magtens Korridorer på gæstevokal. Den blev udgivet i 2007 som den anden single fra albummet Rock The Rebel / Metal The Devil, der blev udgivet i februar samme år.
Singlen blev godt modtaget af anmelderne, der bl.a. roste blandingen af engelske og danske tekster. "The Garden's Tale" toppede Tjeklisten som #4 og Tracklisten som #18. Nummeret solgte platin, og blev kåret til "Årets danske single" af musikmagasinet GAFFA og fik prisen som "Årets lytterhit" til P3 Guld.

## Produktion
Sangen blev indspillet i oktober 2006 i Hansen Studios i Ribe. Tekst og musik blev skrevet af forsanger og guitarist Michael Poulsen. Jacob Hansen, der også producerede albummet Rock The Rebel / Metal The Devil, stod for at producere sangen. Johan Olsen fra den danske rockgruppe Magtens Korridorer var gæstevokal på sangen.
Poulsen og Olsen mødte hinanden til uddelingen af Årets Steppeulv i 2006, hvor de var nomineret i samme kategori. Det viste sig at begge musikere syntes om hinandens musik. I et interview har Poulsen udtalt, at han hørte Olsens stemme for sig, da han skrev sangen. Poulsen skrev teksten delvist på engelsk, og delvist på dansk. Olsen sagde ja til at indspille sangen straks efter han havde læst teksten.
Der blev indspillet en musikvideo til sangen, som MTV Danmark udvalgte til „Heavy Rotation“, hvorved den blev vist jævnligt. Singlen indeholder sangen i en forkortet radioversion og i den regulære albumversion.

## Modtagelse
Politikens anmelder gav albummet 4/6 hjerter, og var særligt vild med "The Garden's Tale", som han kaldte "dansk folkesang pakket ind i pigtråd og afsunget som absolut sidste fællessang langt ude over de små timer i en kolonihaveforening." GAFFAs anmelder noterede sig at "The Garden's Tale" var "et af albummets mest melodiske indslag. En dristig manøvre, der lykkedes." Blabbermouth skrev, at Johan Olsens danske tekster i "The Garden's Tale" gav en "pragtfuld effekt."
Singlen debuterede #18 på de danske Tracklisten, hvilket også blev dens højeste placering. Den var på listen i otte uger. På Tjeklisten peakede den som #4 og nåede 12 uger på listen.
"The Garden's Tale" solgte platin i Danmark. I november måned kårede musikmagasinet GAFFA singlen til "Årets danske single" af bladets anmeldere. Bladets læsere stemte den ind som årets tredje bedste sang. I begyndelsen af 2008 ved P3 Guld 2007 valgte radiostationens lytterede "The Garden's Tale" til "Årets lytterhit".

## Spor
1. "The Garden's Tale" (Radio Edited Version) - 3:40
2. "The Garden's Tale" (Album Version) - 4:50